# Scopula xanthomelaena
Scopula xanthomelaena är en fjärilsart som beskrevs av Fletcher 1957. Scopula xanthomelaena ingår i släktet Scopula och familjen mätare. Inga underarter finns listade.